# Yuri Berchiche
Yuri Berchiche Izeta (* 10. února 1990) je španělský fotbalista, který hraje jako obránce za španělský prvoligový klub Athletic Bilbao.
Svou seniorskou kariéru začal v Tottenhamu Hotspur, z klubu byl na hostování v Cheltenhamu Town a Realu Valladolid. V roce 2010 se připojil k Realu Unión ze Segunda División, později přestoupil do Realu Sociedad, ze kterého byl na dvouletém hostování v SD Eibar. V roce 2017 podepsal smlouvu s Paris Saint-Germain. V roce 2018 přestoupil zpět do Baskicka, do Athletic Bilbao.